# Les Derniers Cris de la savane
Pour plus de détails, voir Fiche technique et Distribution.
Les Derniers Cris de la savane (Ultime grida dalla savana) est un documentaire mondo franco-italien réalisé par Antonio Climati et Mario Morra, sorti en 1975.

## Synopsis
Le film est une succession de diverses scènes, généralement violentes ou dérangeantes, qui ont toutes un rapport quelconque avec la chasse. Chaque séquence est présentée l'une après l'autre avec peu d'égard pour la continuité narrative. La scène d'ouverture présente un chasseur patagonien qui chasse le cerf pour survivre. Le générique de début défile alors qu'il poursuit le cerf, qu'il finit par abattre, tuer et décapiter. Ensuite, le film présente le déroulement d'une manifestation anti-chasse à Cap Cod aux États-Unis ; ces scènes de manifestations seront récurrentes dans le film. L'attention se déplace rapidement vers la chasse entre animaux sauvages, lors de laquelle un singe est tué par un léopard, puis un singe écureuil par un anaconda. La scène suivante présente les chasses collectives de bêtes sauvage en Australie et en Afrique. Les Aborigènes chassent les kangourous et autres grands marsupiaux à la lance et les chauves-souris géantes au boomerang. Les tribus indigènes d'Afrique chassent le gros gibier dans la savane, notamment les antilopes, les buffles et les éléphants. On présente également des cérémonies religieuses au cours desquelles des chasseurs africains sucent le sang frais des entrailles d'une antilope ou des aborigènes australiens enterrent symboliquement leurs proies dans la poussière pour apaiser les esprits des animaux. Enfin, deux frères sont arrêtés après avoir participé à une forme de cannibalisme rituel post-mortem de trois de leurs proches afin d'acquérir leurs forces.
D'autres formes de chasse s'ensuivent, toujours ancrées dans la religion et les traditions ancestrales. Les guerriers de la tribu Kuru, en Afrique, commettent un acte sacré au cours duquel ils copulent avec le sol dans le but de rendre la terre fertile et giboyeuse. Une chasse au cerf en France, enracinée dans les anciennes croyances païennes des Gaulois, est bénie par une messe avant la chasse, au cours de laquelle les chasseurs et les chiens poursuivent et finissent par tuer un cerf en fuite. Lors d'une chasse au renard, l'association Wild Fox sabote les efforts de chasse en servant aux chasseurs du vin mélangé à un laxatif et en distrayant les chiens avec un lévrier afghan en chaleur. Le film présente ensuite les buts de l'association, liés à la conservation des espèces. Pour montrer que certains chasseurs sont réellement concernés par la conservation de la faune, des chasseurs argentins capturent un condor des Andes pour le vendre à un zoo. Une succession d'autres initiatives militantes pour la protection des animaux sont ensuite présentées, notamment le marquage des rhinocéros blancs, des grizzlis et des éléphants, qui sont abattus avec des fléchettes de morphine. Les cerfs du sud-andin et les éléphants de mer sont physiquement maîtrisés et marqués. Les touristes qui participent aux safaris africains sont ensuite incités à être témoin de ces scènes d'endormissement et de marquage, qui, selon le narrateur, ont apparemment apaisé instincts violents des animaux. Cette assertion est contredite par la scène suivante où des lions mutilent un touriste nommé Pit Dernitz.
Le film se concentre sur une autre manifestation anti-chasse, cette fois sur l'île de Wight. La naturisme et l'amour libre sont pratiqués couramment parmi les manifestants, ce qui contraste avec les anciens groupes de chasseurs-cueilleurs, qui avaient des règles strictes concernant la nudité. Le narrateur soutient qu'une fois que l'homme s'est sédentarisé, son approche concernant la nudité a changé. D'autres contradictions sont également évoquées : bien que les militants soient contre la chasse, ils continuent à consommer de la viande et des milliers d'animaux d'élevage ont dû être abattus pour subvenir à leurs besoins. Le film change ensuite de décor et met l'accent sur les manchots de Humboldt, qui ne peuvent pas chasser à cause de la pollution des eaux, et qui ont  donc l'air hagards et désœuvrés. Le film effectue ensuite une comparaison avec les Esquimaux contemporains, qui ne chassent plus depuis la découverte du pétrole dans leur pays et qui sont tombés dans la dépression et la mélancolie. Pour inverser ce processus, plusieurs groupes d'hommes tentent de renouer avec les traditions ancestrales de chasse. Le film fait ensuite allusion à la possession d'armes à feu comme lié à un forme de virilisme, puis montre des images de braconnage illégal d'éléphants en Afrique. Pour compenser la diminution du cheptel de proies due au braconnage, les guerriers masculins de la tribu Lobi célèbrent la « cérémonie de la vie », au cours de laquelle ils se masturbent et versent leur sperme dans la rivière, dans l'espoir que les animaux le boivent et que cela les incitent à se reproduire. Le film attire ensuite l'attention du spectateur sur les grandes sondes électroniques installées dans la savane péruvienne pour mesurer les vents d'El Niño afin d'optimiser les conditions de pêche. Les oiseaux pêcheurs sont également marqués électroniquement, ce qui permet de localiser les zones de pêche privilégiées des oiseaux. La fréquence de la pêche aviaire en Amérique du Sud entraîne des changements dans la migration des saumons en Alaska, où les ours kodiak chassent et se battent pour leurs proies.
Il s'ensuit l'examen d'une tradition de chasse en Europe du Nord, où les faucons aident les humains à chasser du gibier sauvage, tel que des lapins et des faisans. Une autre collaboration entre l'homme et l'animal est mise en évidence, cette fois avec des guépards. Pour démontrer la vitesse et l'efficacité du guépard, une course-poursuite entre un groupe de guépards et des autruches est organisée, au cours de laquelle ces dernières sont chassées et tuées. Des chiens sont ensuite présentés comme les meilleurs amis de l'homme, particulièrement quand ils chassent les sangliers en Patagonie ou protègent d'un puma un troupeau de moutons et un berger. Dans les villes, cependant, ce sont les chiens errants qui sont chassés par les ramasseurs de chiens. Le narrateur commente alors pendant cette scène que la chasse est toujours active, mais que les proies ont changé. Certains Amérindiens utilisent également des chiens pour chasser les singes, mais leurs efforts sont comparés à ceux des mercenaires qui s'en prennent aux Indiens eux-mêmes pour les chasser de leur terre natale afin de pouvoir l'exploiter à leur place. Le film montre un de ces groupes de mercenaires qui vengent de la mort d'un ouvrier en chassant un groupe d'Indiens. Ils finissent par attraper l'un d'entre eux qu'ils torturent, castrent et assassinent sauvagement. Diverses scènes de vie sauvage sont ensuite montrées, après quoi des orangs-outans sont chassés pour être vendus à des zoos. Le film se termine ensuite par un témoignage d'une coexistence pacifique entre l'homme et de l'animal avec l'écologiste Erik Zimen (de) et des loups, le groupe d'animaux qu'il s'efforce de préserver.

## Fiche technique
- Titre original italien : Ultime grida dalla savana[2]
- Titre français : Les Derniers Cris de la savane[3]
- Réalisateur : Antonio Climati, Mario Morra
- Scénario : Antonio Climati, Mario Morra
- Photographie : Antonio Climati, Mario Morra
- Montage : Antonio Climati, Mario Morra
- Musique : Carlo Savina
- Production : Goffredo Lombardo, Antonio Climati, Mario Morra, Fulvio Morsella, Jacques Leitienne
- Sociétés de production : Titanus, Rafran Cinematografica, Les Films Jacques Leitienne
- Pays de production :  Italie -  France
- Langue originale : italien
- Format : couleur par Eastmancolor - 1,33:1 - Son mono - 35 mm
- Durée : 94 minutes
- Genre : mondo
- Dates de sortie :
  - Italie : 24 octobre 1975
  - France : 21 janvier 1976[3]

## Distribution
- La voix hors champ (commentaire) est assurée par Giuseppe Rinaldi en version originale, et par Georges de Caunes dans la version française.
- Erik Zimen (de) est filmé dans la scène finale.

## Production

### Mise en scène
En tant qu'ex-chef opérateur, Climati s'est inspiré du cinéma mondo de Gualtiero Jacopetti et Franco Prosperi. La façon « cinéma-vérité » de tourner Les Derniers Cris de la savane avait déjà été utilisé dans Adieu Afrique dans une scène où l'équipe de tournage manque d'être tuée lors d'un soulèvement dans l'Éthiopie nouvellement indépendante. L'inclusion de longs plans en Technicolor et de violence envers les animaux est également une caractéristique de la série Mondo cane de Jacopetti. Certaines scènes ont également été directement reprises d'Adieu Afrique et réutilisées dans Les Derniers Cris de la savane. David Kerekes et David Slater, auteurs de Killing for Culture : An Illustrated History of Death Film from Mondo to Snuff, notent également que « Les Derniers Cris de la savane offre un léger retour à la vision du monde plus encyclopédique du cinéma mondo qui prévalait dans les années 60 », ce qui atteste des liens précoces de Climati avec le mondo.

### Musique
Les chansons et la partition musicale utilisées dans le film ont été composées et écrites par Carlo Savina et Gilbert Kaplan. Les chansons ont été chantées par Kaplan et Ann Collin. La musique ressemble à la partition de Riz Ortolani dans Adieu Afrique, car la plupart des morceaux sont de nature légère et optimiste, notamment pendant le générique de début et de fin.

## Exploitation
Le film est sorti en Italie le 24 octobre 1975, et à l'international en 1976. Le film a bien marché en Asie ; en 1976, Les Derniers Cris de la savane n'a été dépassé à Hong Kong que par Les Dents de la mer. Au Japon, il a été le deuxième film étranger le plus rentable avec des recettes en salles de 1,75 milliard de yens, derrière King Kong. Malgré cela, l'accueil du film par les critiques de cinéma grand public est presque entièrement négative, bien qu'il soit bien accepté par les critiques amateurs de cinéma d'exploitation : Mark Goodall qualifie le film de « remarquable examen mondo pseudo-philosophique de la chasse, axé sur les différents évolutions dans la relation entre le chasseur et le chassé », et Kerekes & Slater commentent également que c'est « le succès de Les Derniers Cris de la savane [qui] a inauguré la "trilogie sauvage" ».

### Accueil critique
Le contenu du film, en particulier la violence graphique et les scènes d'agonie humaine, a été critiqué comme étant trop racoleuse. Robert Firsching de AllMovie déclare :

« Si le film est si connu, ce n'est que pour une succession d'images granuleuses en 16 mm décrivant l'horrible rafle, la mutilation, l'émasculation et le massacre d'un groupe tribal par des mercenaires blancs. Il s'agit de la séquence la plus épouvantable et révoltante jamais montré dans un film documentaire. Cette boucherie a marqué un tournant dans le développement du sous-genre mondo, qui s'oriente ensuite de plus en plus vers des successions de mises à mort et de mutilations dignes des snuff movies. »

— Robert Firsching
Le Time Out Film Guide a formulé des critiques semblables sur le film, le qualifiant de « film sanguinolent et manifestement racoleur » et affirmant qu'il s'agit « d'une nouvelle occasion de s'extasier devant des scènes pornographiques et (surtout) violentes ». En raison de son contenu choquant, le film a également été pris comme exemple par James Ferman à l'Académie britannique des arts du cinéma et de la télévision pour légitimer la censure cinématographique.
L'inclusion de plusieurs séquences mises en scène ou scénarisées a fait du film la cible de condamnations critiques. De nombreuses scènes se sont avérées fausses, notamment la campagne contre la chasse au renard impliquant la fictive Wild Fox Association ainsi que le meurtre des hommes indigènes par des mercenaires. Lors d'une autre manifestation contre la chasse au renard sauvage, la fabrication de la scène est évidente avec la présence de la vedette italienne du porno Ilona Staller. La scène où le lion dévore Pit Dernitz est également soupçonnée d'être une mise en scène par les critiques de cinéma,.
Bien que des séquences scénarisées aient été incluses depuis le début de l'histoire du cinéma mondo, elles témoignent selon les critiques d'une démarche assez méprisable. Kerekes et Slater qualifient la séquence de chasse au renard d'« auto-parodie », et Goodall qualifie la même scène de « ridicule ». Les scènes de mise à mort d'êtres humains ont également été critiquées pour leur caractère plus racoleur que pédagogique. Outre sa critique des séquences scénarisées, Goodall dénonce l'escroquerie que constitue le recyclage de scènes de chasse tribale africaine et de braconnage d'Adieu Afrique.

### Censure
En raison de son contenu choquant, Les Derniers Cris de la savane a rencontré des problèmes de censure avec les commissions cinématographiques de certains pays. En Australie, l'Office of Film and Literature Classification (OFLC) a interdit la version non expurgée et la version expurgée du film en 1976. Un appel déposé plus tard cette année-là a été rejeté. Dix ans plus tard, le distributeur de vidéo amateur Palace Video a présenté la même version expurgée à l'OFLC, qui l'a interdit aux moins de 18 ans. Les scènes coupées sont l'attaque du lion, la torture et le meurtre des indigènes par des mercenaires, la mise à mort d'un renard par la meute de chiens et l'abattage d'un cerf par un chasseur dans la scène d'ouverture.
Le film a rencontré des problèmes de censure semblables lors de sa sortie en salles au Royaume-Uni. En 1976, près de 10 minutes ont été expurgées avant que le British Board of Film Classification (BBFC) ne le classe X. Diverses scènes de cruauté envers les animaux, la course entre les guépards et les autruches, l'attaque du lion et le massacre des indigènes par les mercenaires ont toutes été coupées lors de la sortie britannique. Les scènes de cruauté envers les animaux ont été ciblées par la Royal Society for the Prevention of Cruelty to Animals (RSPCA) pour être expurgées du film, en particulier la chasse et l'éviscération d'un puma. Toujours en 1976, le Valtion elokuvatarkastamo en Finlande a interdit le film en Finlande dans son intégralité pour l'inclusion de scènes de véritable mise à mort d'êtres humains.

## Postérité
La sortie de Les Derniers Cris de la savane a déclenché une rivalité entre Climati et Morra et deux autres réalisateurs italiens du cinéma mondo, Angelo et Alfredo Castiglioni (it). Ces deux duos de réalisateurs sont devenus les pionniers du genre mondo à la fin des années 70 et au début des années 80. Les Castiglioni avaient déjà réalisé deux films mondo, Africa segreta et Africa ama, avant la sortie des Derniers Cris de la savane. Ils ont ensuite sorti trois autres films : Magia nuda en 1975, Addio ultimo uomo en 1978, Africa dolce e selvaggio en 1982. Climati et Morra ont réalisé deux suites à Les Derniers Cris de la savane : la première suite, La Savane violente (it) (Savana violenta) est sortie en 1976. Le dernier film, Dolce e selvaggio (it), est sorti en 1983 et se composait en partie de séquences recyclées des deux films précédents de Climati et Morra. Chaque suite tente de surpasser les films précédents avec un contenu plus dérangeant et choquant.
Les scènes de mises à mort d'êtres humains ont influencé le cinéma d'exploitation, puisque plusieurs films ultérieurs ont utilisé des techniques de tournage documentaires semblables pour donner à certaines scènes une impression de réalisme accru. Le film mondo Addio ultimo uomo, réalisé par les frères Angelo et Alfredo Castiglioni (it), comprend une « scène amateur » qui imite la séquence dans laquelle des mercenaires chassent et torturent des indigènes dans Les Derniers Cris de la savane. Il a d'ailleurs été prouvé que cette scène était scénarisée. Toujours en 1978, le film Face à la mort inclut des « scènes amateurs » fabriquées de toutes pièces qui sont une reconstitution de la mise à mort de Pit Dernitz, remplaçant les lions par un ours. Firsching et Goodall notent également que Les Derniers Cris de la savane était un film de transition au sein du genre, car il « constituait le chaînon manquant entre les documentaires chocs "classiques" du début et du milieu des années 1960 et les mondos beaucoup plus sadiques du milieu des années 1970 et au-delà ».
Le réalisateur Ruggero Deodato s'est inspiré de ce film pour Cannibal Holocaust, dans lequel un groupe de cinéastes disparaît après s'être rendu dans la forêt tropicale sud-américaine pour réaliser un documentaire sur les tribus cannibales locales. Dans le film, seules les séquences de l'équipe sont retrouvées, toutes tournées dans le style cinéma-vérité qui ressemble aux "séquences amateures" des Derniers Cris de la savane. Les séquences de Cannibal Holocaust se sont révélées si réalistes que Deodato a été arrêté pour avoir assassiné certains de ses acteurs. Les accusations ont finalement été abandonnées lorsqu'il a fait venir au tribunal les acteurs prétendument assassinés.